# Capasa incensata
Capasa incensata là một loài bướm đêm trong họ Geometridae.